# Rayo Vallecano de Madrid 2013-2014
Questa voce raccoglie le informazioni riguardanti il Rayo Vallecano de Madrid nelle competizioni ufficiali della stagione 2013-2014.

## Rosa
| N. |                    | Ruolo | Calciatore             |
| -- | ------------------ | ----- | ---------------------- |
| 1  | Spagna (bandiera)  | P     | David Cobeño           |
| 2  | Spagna (bandiera)  | D     | Tito                   |
| 3  | Spagna (bandiera)  | D     | Nacho Martínez         |
| 4  | Spagna (bandiera)  | C     | Raúl Baena             |
| 5  | Spagna (bandiera)  | D     | Alejandro Gálvez       |
| 7  | Guinea (bandiera)  | A     | Lass Bangoura          |
| 8  | Spagna (bandiera)  | C     | Adrián González        |
| 9  | Spagna (bandiera)  | C     | José Carlos            |
| 10 | Spagna (bandiera)  | C     | Roberto Trashorras     |
| 11 | Messico (bandiera) | A     | Nery Castillo          |
| 12 | Italia (bandiera)  | A     | Samuele Longo          |
| 13 | Spagna (bandiera)  | P     | Rubén Martínez         |
| 14 | Spagna (bandiera)  | C     | Alberto Perea Correoso |
| 15 | Romania (bandiera) | D     | Răzvan Raț             |
| 16 | Spagna (bandiera)  | A     | Rubén Rochina          |

| N. |                       | Ruolo | Calciatore                |
| -- | --------------------- | ----- | ------------------------- |
| 17 | Argentina (bandiera)  | D     | Leonel Galeano            |
| 18 | Portogallo (bandiera) | D     | Zé Castro                 |
| 19 | Spagna (bandiera)     | C     | Jonathan Viera            |
| 20 | Argentina (bandiera)  | A     | Joaquín Larrivey          |
| 21 | Spagna (bandiera)     | D     | Anaitz Arbilla            |
| 22 | Spagna (bandiera)     | C     | Saúl Ñíguez               |
| 23 | Spagna (bandiera)     | A     | Alberto Bueno             |
| 24 | Spagna (bandiera)     | C     | Iago Falque               |
| 25 | Uruguay (bandiera)    | A     | Sebastián Bruno Fernández |
| 26 | Colombia (bandiera)   | D     | Johan Mojica              |
| 27 | Perù (bandiera)       | C     | Christian Cueva           |
| 30 | Spagna (bandiera)     | P     | Ismael                    |
| 32 | Spagna (bandiera)     | C     | Adri Embarba              |
| 40 | Spagna (bandiera)     | D     | Borja López Menéndez      |
| 40 | Brasile (bandiera)    | A     | Gabriel Machado           |

## Risultati

### Primera División

#### Girone di andata
| Madrid 19 agosto 2013, ore 20:00 UTC+2 1ª giornata              | Rayo Vallecano | 3 – 0 | Elche | Campo de Fútbol de Vallecas |
| \| \| \| \| \| Bueno 39’ Perea 43’ Bueno 73’ \| Marcatori \| \| |                |       |       |                             |
|                                                                 |                |       |       |                             |
| Bueno 39’ Perea 43’ Bueno 73’                                   | Marcatori      |       |       |                             |

| Madrid 25 agosto 2013, ore 19:00 UTC+2 2ª giornata                                    | Atlético Madrid | 5 – 0 | Rayo Vallecano | Stadio Vicente Calderón |
| \| \| \| \| \| García 14’ Costa 20’ Turan 34’ Tiago 52’ García 89’ \| Marcatori \| \| |                 |       |                |                         |
|                                                                                       |                 |       |                |                         |
| García 14’ Costa 20’ Turan 34’ Tiago 52’ García 89’                                   | Marcatori       |       |                |                         |

| Madrid 21 settembre 2013, ore 20:00 UTC+2 5ª giornata | Rayo Vallecano | 0 – 4               | Barcellona | Campo de Fútbol de Vallecas |
| \| \| \| \| \| \| Marcatori \| Pedro 33’, 47’, 79’ \| |                |                     |            |                             |
|                                                       |                |                     |            |                             |
|                                                       | Marcatori      | Pedro 33’, 47’, 79’ |            |                             |

| Madrid 24 novembre 2013 14ª giornata                                                                 | Rayo Vallecano | 1 – 4                                                     | Espanyol | Campo de Fútbol de Vallecas |
| \| \| \| \| \| Saul 80’ \| Marcatori \| Garcia 26’ (rig.) Garcia 50’ (rig.) Garcia 82’ Stuani 84’ \| |                |                                                           |          |                             |
| |                |                                                           |          |                             |
| Saul 80’                                                                                             | Marcatori      | Garcia 26’ (rig.) Garcia 50’ (rig.) Garcia 82’ Stuani 84’ |          |                             |

| Madrid 26 gennaio 2014, ore 19:00 UTC+2 21ª giornata                                                  | Rayo Vallecano | 2 – 4                                        | Atlético Madrid | Campo de Fútbol de Vallecas |
| \| \| \| \| \| Viera 39’ Larrivey 75’ \| Marcatori \| Villa 8’ Turan 30’ Turan 44’ Saul 74’ (aut.) \| |                |                                              |                 |                             |
| |                |                                              |                 |                             |
| Viera 39’ Larrivey 75’                                                                                | Marcatori      | Villa 8’ Turan 30’ Turan 44’ Saul 74’ (aut.) |                 |                             |

| Madrid 15 marzo 2014, ore 18:00 UTC+2 28ª giornata                                | Rayo Vallecano | 3 – 1       | Almería | Campo de Fútbol de Vallecas |
| \| \| \| \| \| Bueno 37’ Larrivey 56’ Larrivey 76’ \| Marcatori \| Soriano 71’ \| |                |             |         |                             |
|                                                                                   |                |             |         |                             |
| Bueno 37’ Larrivey 56’ Larrivey 76’                                               | Marcatori      | Soriano 71’ |         |                             |

| Madrid 5 aprile 2014, ore 22:00 UTC+2 32ª giornata                | Rayo Vallecano | 3 – 1 | Celta Vigo | Campo de Fútbol de Vallecas |
| \| \| \| \| \| Rochina 26’ Bueno 50’ Bueno 59’ \| Marcatori \| \| |                |       |            |                             |
|                                                                   |                |       |            |                             |
| Rochina 26’ Bueno 50’ Bueno 59’                                   | Marcatori      |       |            |                             |

| Madrid 20 aprile 2014, ore 17:00 UTC+2 34ª giornata                                    | Rayo Vallecano | 3 – 1     | Real Betis | Campo de Fútbol de Vallecas |
| \| \| \| \| \| Rochina 14’ Paulão 26’ (aut.) Larrivey 51’ \| Marcatori \| Chicá 79’ \| |                |           |            |                             |
|                                                                                        |                |           |            |                             |
| Rochina 14’ Paulão 26’ (aut.) Larrivey 51’                                             | Marcatori      | Chicá 79’ |            |                             |

| Madrid 2 maggio 2014, ore 21:00 UTC+2 36ª giornata                       | Rayo Vallecano | 0 – 3                                  | Athletic Bilbao | Campo de Fútbol de Vallecas |
| \| \| \| \| \| \| Marcatori \| San Josè 20’ De Marcos 30’ Herrera 74’ \| |                |                                        |                 |                             |
|                                                                          |                |                                        |                 |                             |
|                                                                          | Marcatori      | San Josè 20’ De Marcos 30’ Herrera 74’ |                 |                             |